# Van Tassell (Wyoming)
Van Tassell város az USA Wyoming államában, Niobrara megyében. Lakosainak száma 22 fő (2020. április 1.).

## Népesség
A település népességének változása:

| 2010 | 15 |
| 2020 | 22 |